# 庫爾圖瓦鎮區 (密蘇里州克勞福德縣)
庫爾圖瓦鎮區（英語：Courtois Township）是位於美國密蘇里州克勞福德縣的一個行政鎮區。

## 地方資料
庫爾圖瓦鎮區的面積為264.45平方千米，當中陸地面積為264.15平方千米，而水域面積為0.29平方千米。根據2020年美國人口普查的數據，當地共有人口1183人，而人口密度為每平方千米4.47人。